# Figeholm
Figeholm is een plaats in de gemeente Oskarshamn in het landschap Småland en de provincie Kalmar län in Zweden. De plaats heeft 802 inwoners (2005) en een oppervlakte van 83 hectare.